# Noomi Rapace

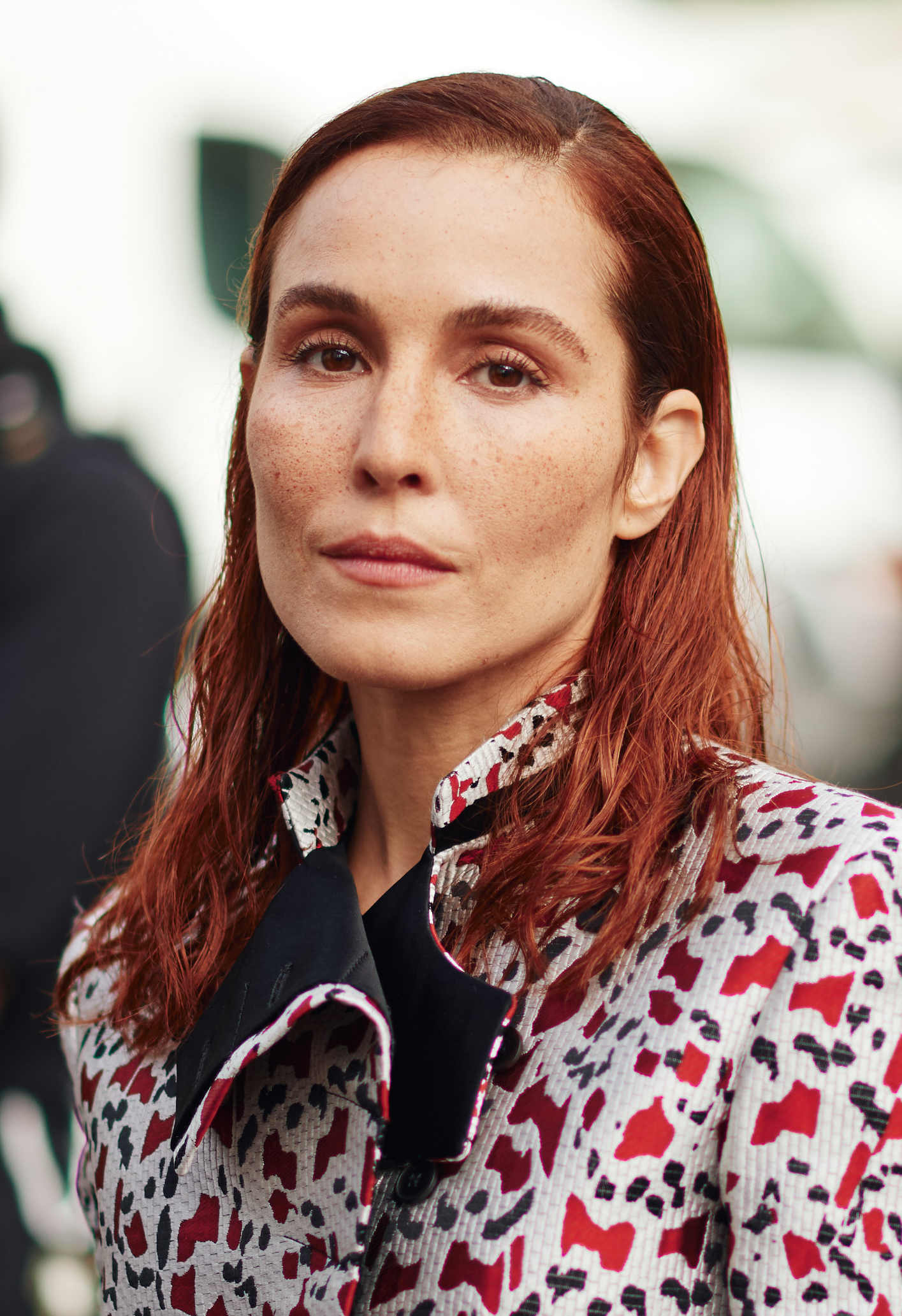
Noomi Rapace (2019)

Noomi Rapace [ˈnoːmɪ raˈpas] (* 28. Dezember 1979 als Noomi Norén in Hudiksvall) ist eine schwedische Schauspielerin. Sie wurde international bekannt als Darstellerin der Lisbeth Salander in der Erstverfilmung der Millennium-Trilogie des schwedischen Autors Stieg Larsson.

## Biografie

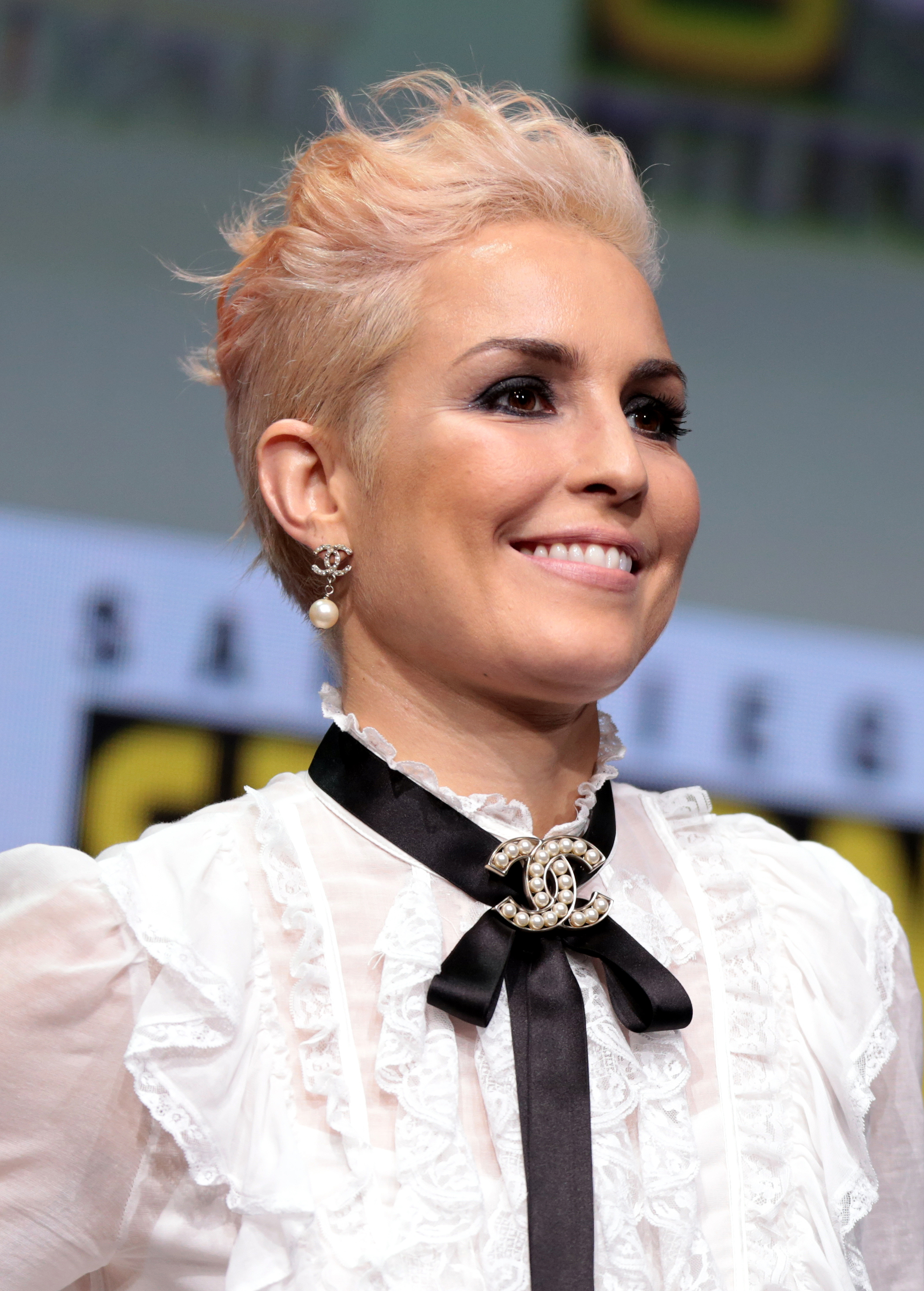
Noomi Rapace (2017)

Ihre Mutter ist die schwedische Schauspielerin Kristina „Nina“ Norén, ihr Vater der spanische Flamenco-Sänger Rogelio Durán (1953–2007). Nach der Trennung der Eltern zog sie im Alter von fünf Jahren zusammen mit ihrer Mutter und ihrem Stiefvater nach Island. Sie hat zwei Halbgeschwister.
Da ihr Stiefvater mit Pferden arbeitete und in Dreharbeiten involviert war, erhielt sie 1988 mit sieben Jahren eine kleine Rolle in dem Film Der Schatten des Raben. Sie besuchte eine Waldorfschule und zog im Alter von 15 Jahren nach Stockholm. Nach kleinen Auftritten Mitte der 1990er Jahre in der schwedischen Fernsehserie Tre kronor und dem Spielfilm Ich hätte Nein sagen können studierte sie von 1998 bis 1999 Schauspiel an der Skara Skolscen.
2001 heiratete sie den schwedischen Schauspieler Ola Norell. Bei der Hochzeit entschied sich das Paar, den Künstlernamen Rapace anzunehmen. 2003 kam ein gemeinsamer Sohn zur Welt. Die Ehe wurde 2011 geschieden. Inzwischen ist Rapace mit dem Songwriter Victor Thell liiert.
Rapace arbeitete zunächst an den schwedischen Theatern Teater Plaza (2000–2001), Orionteatern (2001), Teater Galeasen (2002) und am Stockholmer Stadttheater (2003). Den ersten Erfolg als Filmschauspielerin brachte ihr der dänische Spielfilm Daisy Diamond (2007) ein, in dem sie als junge schwedische Mutter zu sehen ist, die von einer Schauspielkarriere in Dänemark träumt. Für diese Rolle erhielt sie mit einer Bodil und einem Robert Dänemarks wichtigste Filmpreise.
Einem internationalen Kinopublikum wurde sie durch die Verfilmung der Millennium-Krimireihe des schwedischen Autors Stieg Larsson bekannt, in der sie die Rolle der Lisbeth Salander übernahm. Der Film zum ersten Band, Verblendung, kam 2009 in die Kinos und brachte ihr eine Nominierung für den Europäischen Filmpreis und den schwedischen Guldbagge als beste Hauptdarstellerin ein. 2010 wurde sie außerdem für zahlreiche US-amerikanische Filmpreise nominiert. Rapace musste sich für diese Rolle nicht nur äußerlich verändern (ihre Haare wurden kurz geschnitten, die Gesichts-Piercings waren echt), sondern auch Motorradfahren und Kickboxen lernen. 2009 und 2010 spielte sie Lisbeth Salander auch in den Fortsetzungen Verdammnis und Vergebung.
Im September 2010 wurde bekannt, dass Rapace neben Jude Law und Robert Downey Jr. im zweiten Teil der Neuverfilmung der Sherlock-Holmes-Filme von Guy Ritchie eine Hauptrolle erhalten hatte. Sie spielte darin die Sinta Madam Simza Heron.
Danach arbeitete sie an Passion, Brian De Palmas englischsprachigem Remake von Alain Corneaus Liebe und Intrigen (2010), das bei den Filmfestspielen in Venedig Premiere feierte und Anfang Mai 2013 in Deutschland anlief. Sie übernahm eine Hauptrolle in dem Film Prometheus – Dunkle Zeichen von Ridley Scott, der 2012 in die Kinos kam. Im selben Jahr spielte sie in dem Musikvideo Doom And Gloom der Rolling Stones die Hauptrolle. In Dead Man Down, der in deutschen Kinos ab April 2013 zu sehen war, spielte sie an der Seite von Colin Farrell.
2022 wurde sie in die Wettbewerbsjury des 75. Filmfestivals von Cannes berufen. Seit Verblendung wird Rapace im deutschsprachigen Raum von Sandra Schwittau synchronisiert, in Prometheus lieh ihr Vera Teltz ihre Stimme.

## Filmografie (Auswahl)

### Kinofilme

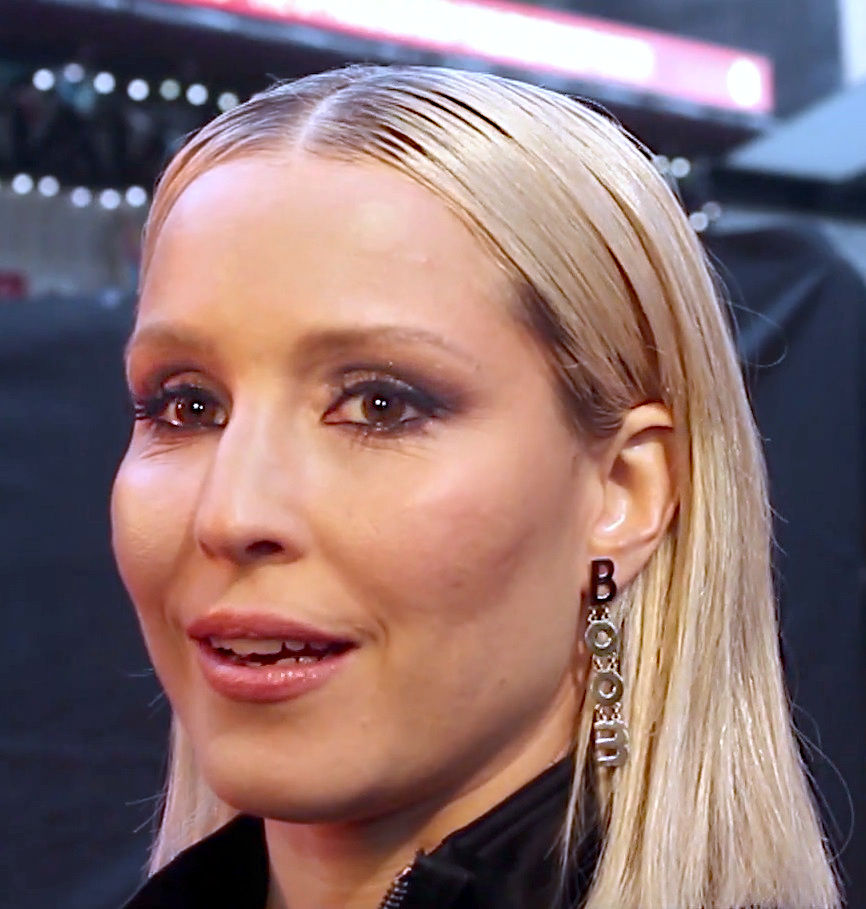
Rapace im Jahr 2014

- 1988: Der Schatten des Raben (Í skugga hrafnsins)
- 1997: Ich hätte Nein sagen können (Sanning eller konsekvens)
- 2003: En utflykt till månens baksida (Kurzfilm)
- 2003: Capricciosa
- 2005: Toleransens gränser (Kurzfilm)
- 2005: Blodsbröder
- 2006: Einstimmige Entscheidung (Enhälligt beslut, Kurzfilm)
- 2006: Du & jag
- 2006: Sökarna – Återkomsten
- 2007: Daisy Diamond
- 2009: Verblendung (Män som hatar kvinnor)
- 2009: Verdammnis (Flickan som lekte med elden)
- 2009: Vergebung (Luftslottet som sprängdes)
- 2010: Bessere Zeiten (Svinalängorna)
- 2011: Babycall
- 2011: Sherlock Holmes: Spiel im Schatten (Sherlock Holmes: A Game of Shadows)
- 2012: Prometheus – Dunkle Zeichen (Prometheus)
- 2012: Passion
- 2013: Dead Man Down
- 2014: The Drop – Bargeld (The Drop)
- 2015: Kind 44 (Child 44)
- 2016: Rupture – Überwinde deine Ängste (Rupture)
- 2017: Alien: Covenant – Prologue: The Crossing (Kurzfilm)
- 2017: Unlocked
- 2017: What Happened to Monday?
- 2017: Bright
- 2018: Die Stockholm Story – Geliebte Geisel (Stockholm)
- 2019: Close – Dem Feind zu nah (Close)
- 2019: Angel of Mine
- 2020: The Secrets We Keep – Schatten der Vergangenheit (The Secrets We Keep)
- 2020: Here Are the Young Men
- 2021: Lamb
- 2021: The Trip – Ein mörderisches Wochenende (I onde dager)
- 2022: You Won’t Be Alone
- 2022: Operation Schwarze Krabbe (Svart krabba)
- 2023: Assassin Club
- 2024: Hearts of Stone (Kurzfilm)

### Fernsehen
- 1996–1997: Tre kronor (Fernsehserie, 12 Folgen)
- 2001: Röd jul (Fernsehfilm)
- 2001: Pusselbitar (Miniserie, 3 Folgen)
- 2002: Stora teatern (Miniserie)
- 2003: Tusenbröder (Fernsehserie, eine Folge)
- 2004: Älskar, älskar och älskar (Fernsehfilm)
- 2005: Lovisa och Carl Michael (Fernsehfilm)
- 2007–2008: Labyrint (Fernsehserie, 12 Folgen)
- 2019: Tom Clancy’s Jack Ryan (Fernsehserie, 8 Folgen)
- 2023: Django (Fernsehserie, 10 Folgen)
- 2024: Constellation (Miniserie, 8 Folgen)

### Musikvideos
- 2012: The Rolling Stones: Doom and Gloom

## Auszeichnungen und Nominierungen

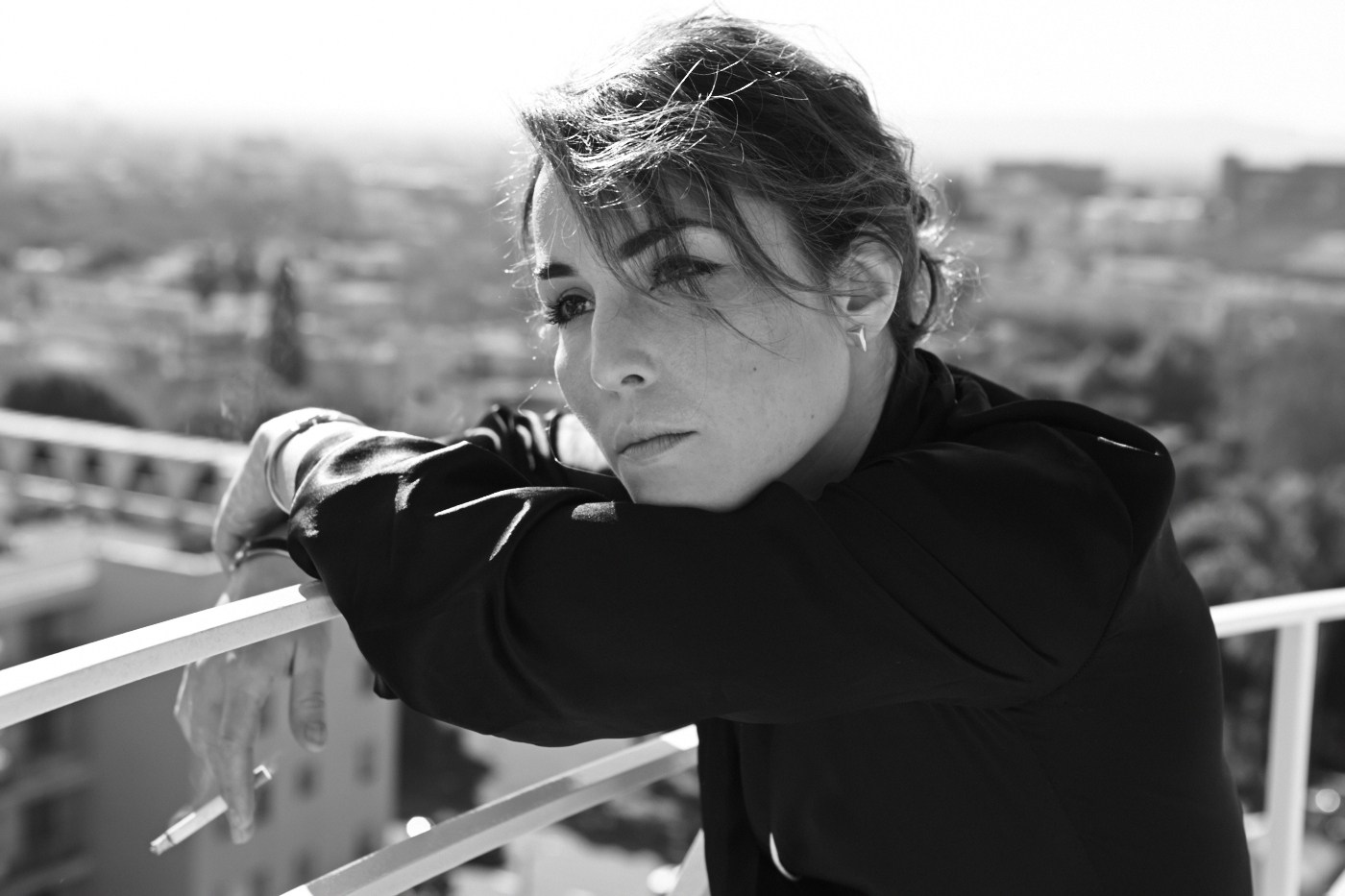
Rapace in Los Angeles (2015)

| Jahr | Preis                                      | Kategorie                                           | Film                                     | Resultat  |
| ---- | ------------------------------------------ | --------------------------------------------------- | ---------------------------------------- | --------- |
| 2008 | Bodil                                      | Beste Schauspielerin                                | Daisy Diamond                            | Preis     |
| 2008 | Robert                                     | Beste Schauspielerin                                | Daisy Diamond                            | Preis     |
| 2009 | Europäischer Filmpreis                     | Beste Schauspielerin                                | Verblendung                              | nominiert |
| 2010 | Guldbagge Award                            | Beste Schauspielerin                                | Verblendung                              | Preis     |
| 2010 | Nymphe d’Or                                | Beste Schauspielerin in einer TV-Mini-Serie         | Millennium-Trilogie (TV-Zusammenschnitt) | Preis     |
| 2010 | Nymphe d’Or                                | Beste Schauspielerin                                | Verblendung                              | Preis     |
| 2010 | Satellite Award                            | Beste Schauspielerin – Drama                        | Verblendung                              | Preis     |
| 2010 | Houston Film Critics Society               | Beste Schauspielerin                                | Verblendung                              | nominiert |
| 2010 | St. Louis Gateway Film Critics Association | Beste Schauspielerin                                | Verblendung                              | nominiert |
| 2010 | Broadcast Film Critics Association         | Beste Schauspielerin                                | Verblendung                              | nominiert |
| 2010 | New York Film Critics Online Award         | Breakthrough Performer                              | Verblendung                              | Preis     |
| 2010 | São Paulo International Film Festival      | Beste Schauspielerin                                | Bessere Zeiten                           | Preis     |
| 2010 | Hollywood Film Festival                    | Spotlight Award                                     |                                          | Preis     |
| 2010 | Las Vegas Film Critics Society             | Beste Schauspielerin                                | Verblendung                              | nominiert |
| 2011 | London Film Critics Circle                 | Actress of the Year                                 | Verblendung                              | nominiert |
| 2011 | BAFTA Award                                | Beste Hauptdarstellerin                             | Verblendung                              | nominiert |
| 2011 | Central Ohio Film Critics Association      | Breakthrough Film Artist                            | Verblendung                              | nominiert |
| 2011 | Guldbagge Awards                           | Beste Schauspielerin                                | Bessere Zeiten                           | nominiert |
| 2011 | International Emmy Awards                  | Best Performance by an Actress                      | Millennium-Trilogie                      | nominiert |
| 2011 | Rome Film Festival                         | Beste Schauspielerin                                | Babycall                                 | Preis     |
| 2012 | Teen Choice Award                          | Choice Movie Actress: Action                        | Sherlock Holmes: Spiel im Schatten       | nominiert |
| 2012 | Teen Choice Award                          | Choice Movie Breakout                               | Prometheus – Dunkle Zeichen              | nominiert |
| 2012 | Amanda                                     | Beste Schauspielerin                                | Babycall                                 | Preis     |
| 2021 | Gorilla (Sitges)                           | Beste Schauspielerin (mit Susanne Jensen (Luzifer)) | Lamb                                     | Preis     |